# Tren Liviano de San Juan
El Tren Liviano de San Juan o Sistema Automatizado de Transportación Organizada Urbana (SATOUR) es un proyecto para la creación de un medio colectivo de transporte basado en un sistema tranvíario para la ciudad de San Juan, Puerto Rico. Tiene como propósito en el futuro cercano conectar al Tren Urbano desde la estación Sagrado Corazón hasta el Viejo San Juan, cubriendo una distancia  8.5 km (5,3 millas).
Actualmente se encuentra en fase de diseño, con fecha estimada de inauguración para 2014.
Inicialmente, el Tren Liviano de San Juan circulará a lo largo de la Isleta de San Juan entre Viejo San Juan y la península de Isla Grande en el Distrito de Santurce (3.4 km/2,1 millas) donde se ubica el Centro de Convenciones de Puerto Rico.
El futuro tranvía forma parte de un ambicioso plan de revitalización de San Juan que incluye el llamado «Walkable City» , que supondrá la creación de nuevas áreas peatonales en el centro histórico de la capital puertorriqueña.

## Paradas del Tren Liviano de San Juan
El Tren Liviano de San Juan transitará, en una primera etapa, por la Isleta de San Juan hasta el Centro de Convenciones en Isla Grande. En una segunda etapa se ampliará el recorrido hasta Sagrado Corazón, uniendo así con el Tren Urbano.

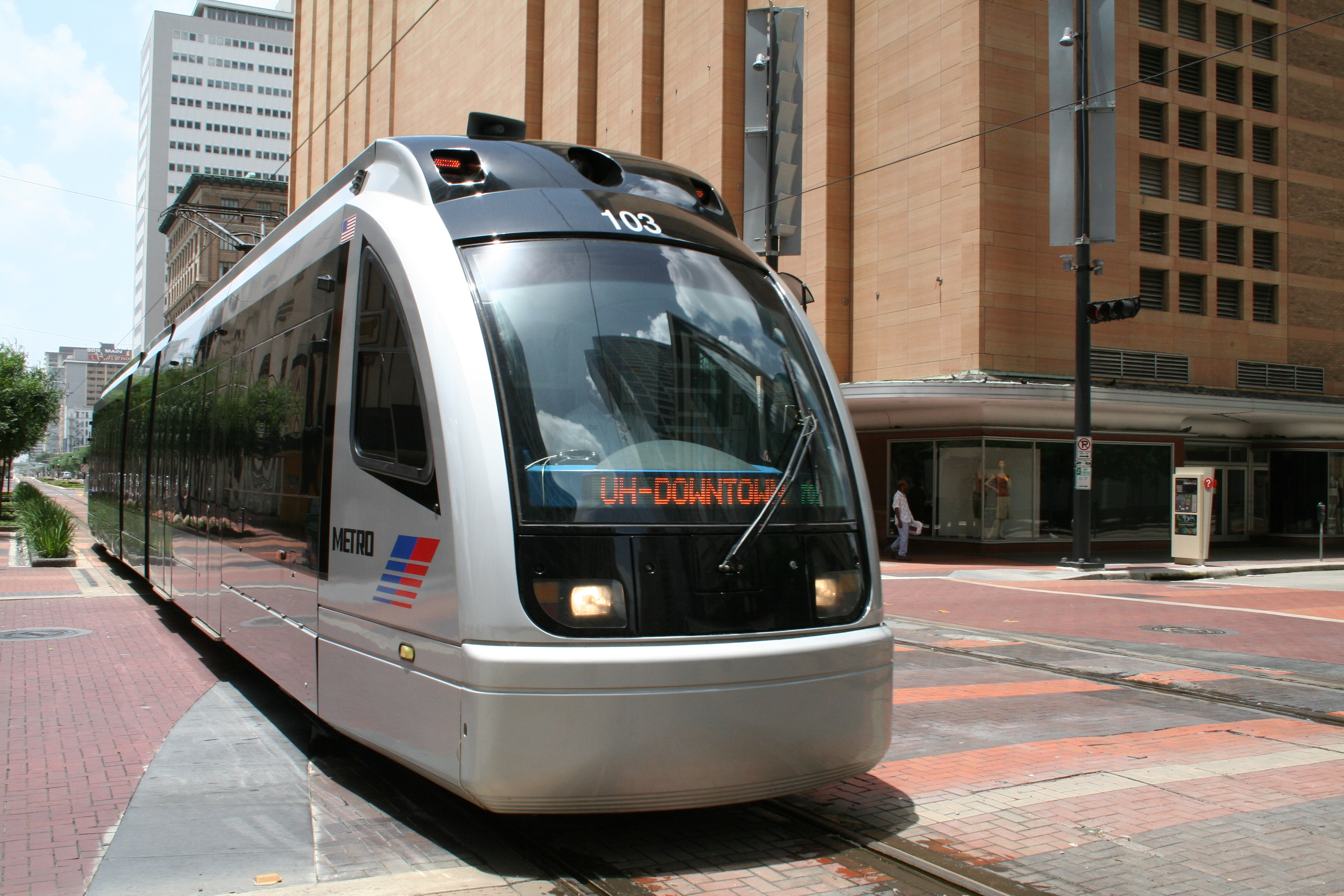
Siemens S70, un posible candidato del sistema tranvíario de San Juan.

## Tranvías en Puerto Rico
Los primeros  ferrocarriles públicos de Puerto Rico fueron las líneas urbanas que se abrieron en Mayagüez en 1875 y en Ponce y San Juan – Río Piedras en 1880. En 1883 abrió una línea interurbana que conectaba Cataño y Bayamón. El tranvía eléctrico de San Juan – Río Piedras empezó a funcionar en 1901, y el de Ponce en 1902. 

## Noticias sobre el tren ligero de San Juan
- www.thetransportpolitic.com San Juan Unveils Plan for “Walkable City,” Hopes for Light Rail on Isleta
- www.sandiegored.com San Juan construirá por 350 millones un tren para transformar la ciudad
- www.misfinanzasenlinea.com Puerto Rico: San Juan construirá tren ligero
- www.planetizen.com San Juan to Ban Cars, Make "Walkable City"
- www.elnuevodia.com (enlace roto disponible en Internet Archive; véase el historial, la primera versión y la última). Santini impulsa el tren liviano con el gobierno federal
- www.elnuevodia.com (enlace roto disponible en Internet Archive; véase el historial, la primera versión y la última). Santini busca apoyo federal para tren liviano